# Lactobacillus casei
Lactobacillus casei là loài vi khuẩn thuộc chi Lactobacillus được tìm thấy chủ yếu trong hệ thống tiêu hóa của Loài người (chủ yếu là ruột và miệng). Chủng sinh vật Lactobacillus này thích nghi tốt với độ pH rộng và ở nhiều nhiệt độ khác nhau,loài này cùng với L. acidophilus thường được bổ sung vào các chế phẩm lên men từ sữa trong ngành công nghiệp sản xuất các loại enzyme amylase (một enzyme phân giải carbohydrate), từ công dụng này chúng thường được gọi là lợi khuẩn (vi khuẩn có lợi).

## Ngành sữa
Ứng dụng phổ biến nhất của L. casei là trong công nghiệp, đặc biệt là ngành sữa. Lactobacillus casei thường là loài chiếm ưu thế của vi khuẩn lên men acid lactic, có trong phô mai cheddar chín, và gần đây, trình tự bộ gen hoàn chỉnh của L. casei ATCC 334 đã được công bố. L. casei cũng là loài chiếm ưu thế trong olives xanh Sicilian lên men tự nhiên.

## Y học
Thức uống đã được thương mại chứa khuẩn L. casei Shirota đã được chứng minh là có khả năng ức chế Helicobacter pylori trong những thí nghiệm trong ống nghiệm, nhưng thức uống này đưa vào thử nghiệm trên người ở cỡ mẫu nhỏ thì khuẩn lạc H. pylori chỉ giảm nhẹ và xu hướng này không có ý nghĩa đáng kể về mặt thống kê. Một số chủng L. casei được công nhận là probiotic và có thể có hiệu quả trong việc làm giảm các bệnh do vi khuẩn gây bệnh đường tiêu hóa. Theo Tổ chức Y tế Thế giới, những lợi ích này phải được chứng minh riêng từng chủng – đòi hỏi những nghiên cứu lâm sàng trên người có giá trị. L. casei kết hợp với các chủng vi khuẩn probiotic khác trong các thử nghiệm ngẫu nhiên để nghiên cứu hiệu quả của chúng trong việc ngăn chặn bệnh tiêu chảy do kháng sinh (antibiotic-associated diarrhea – AAD) và chủng gây bệnh Clostridium difficile (CDI), và trong những bệnh nhân tham gia thử nghiệm, những người không sử dụng giả dược có tỉ lệ bị mắc AAD hoặc CDI thấp hơn so với những người sử dụng giả dược (theo kết quả thử nghiệm) mà không gặp phải tác dụng phụ nào. Hơn nữa, thử nghiệm cũng cho thấy thời gian hồi phục ngắn hơn đáng kể ở trẻ em bị tiêu chảy cấp (chủ yếu do rotavirus) khi điều trị bằng nhiều chủng L. casei khác nhau so với trẻ được cho sử dụng giả dược. Nghiên cứu đã chỉ ra rằng dùng Lactobacillus là một phương pháp điều trị an toàn và hiệu quả tiêu chảy cấp và nhiễm trùng. Trong sản xuất thực phẩm, L. casei có thể sử dụng được trong lên men tự nhiên các loại đậu để giảm các chất gây đầy hơi khi tiêu hóa.

## Probiotic thương mại
Theo các tài liệu uy tín nhất, probiotic L. casei, L. casei DN-114001 và L. casei Shirota đã được nghiên cứu rộng rãi và đã được sản xuất rộng rãi dưới dạng thực phẩm chức năng (xem Actimel, Yakult). Một dạng sản phẩm thương mại khác của L. casei có thể được tìm thấy trong Danactive do Dannon sản xuất. Họ đã đăng ký nhãn hiệu L. casei là L. casei Immunita.

## Ứng dụng khác
Trong vài năm qua, nhiều nghiên cứu đã được tiến hành trong việc khử màu thuốc nhuộm azo bởi các vi khuẩn axit lactic như L. casei TISTR 1500, L. paracasei, Oenococcus oeni, v.v... Với hoạt tính azoreductase, các liên kết đơn và diazo bị suy giảm hoàn toàn, và tạo ra các hợp chất thơm khác làm chất trung gian.